# Gumtäkts äng

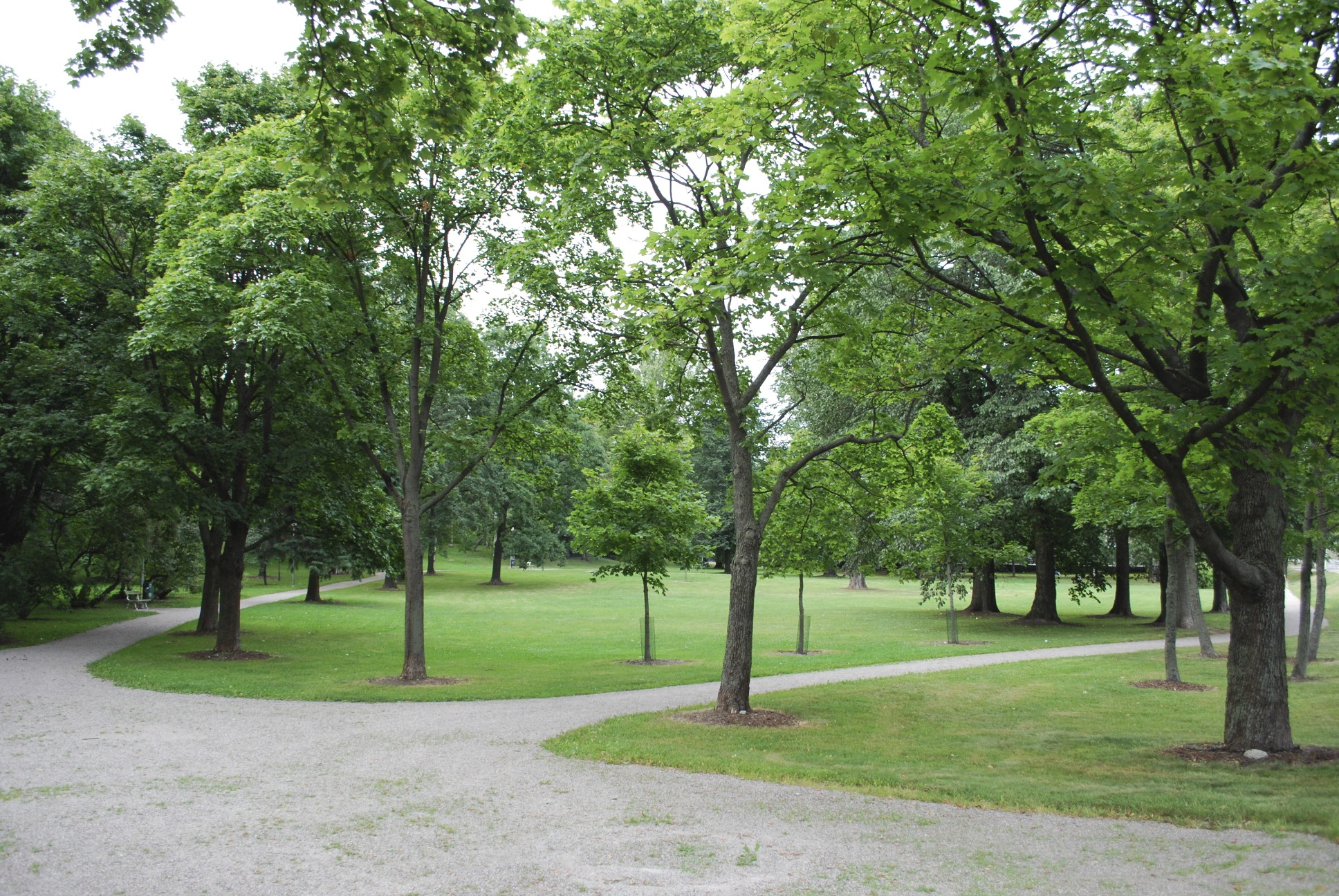
Gumtäkts äng

Gumtäkts äng (finska Kumtähden kenttä) är en park på två hektar i stadsdelen Majstad i Helsingfors. Gumtäkts äng ligger fyra kilometer nordnordost om Helsingfors centrum, nordost om korsningen mellan Tavastvägen och Gustav Vasas väg och avgränsas i nordost av Floravägen.
På Gumtäkts äng uruppfördes den 13 maj 1848 sången Vårt land, med ord av Johan Ludvig Runeberg och tonsatt av Fredrik Pacius. Vårt land blev senare Finlands nationalsång. Etthundra år senare, 1948, restes ett minnesmärke på platsen. År 1848 var området en del av Gumtäkt i Helsinge kommun, som numera är Vanda stad; sedan 1906 är det en del av Helsingfors. Gumtäkts äng har också hetat Majängen (fi. Toukoniitty), eftersom man i maj höll vårfester där; speciellt studenterna firade Floradagen den 13 maj.